# Scharfrichter in Tirol
Scharfrichter in Tirol gab es, wie überall im Heiligen Römischen Reich, erst seit dem Erstarken und der Institutionalisierung der staatlichen Rechtsprechung als einen eigenen, besonderen Beruf. Der Scharfrichter – Benennungsmotiv ist, dass dieser mit der Schärfe des Schwertes richtet – vollzog seit dem Mittelalter in Tirol die peinlichen Strafen bis hin zur Todesstrafe. Siehe auch: Ewiger Landfriede und Geschichte des Scharfrichteramtes.

## Aufgaben
Zu den amtlichen Aufgaben des Scharfrichters in Tirol gehörte, wie überall mit geringen Abweichungen, nach rechtlicher (gerichtlicher) Anordnung
- die Tötung von Menschen,
- die Folter zur Geständniserzwingung als Teil des Gerichtsverfahrens,
- die Durchführung von Körper- und Ehrenstrafe.

Teilweise war in Tirol das Amt des Scharfrichters mit dem des Abdeckers (Schinder, Racker oder Wasenmeister) verbunden.
Durch ihre Tätigkeit konnten Scharfrichter auch in Tirol Wissen auf dem Gebiet der Anatomie erlangen und wurden zur Konkurrenz für niedergelassene Ärzte, so dass es dazu kam, dass amtlich untersagt wurde, dass Scharfrichter medizinische Leistungen und Arzneien anbieten.
Das An-den-Pranger-Stellen, das Umlegen der Halsgeige, des Strohkranzes oder Lastersteines oder der Staupenschlag wurde in Tirol nicht immer dem Scharfrichter übertragen, sondern zuweilen auch dem Gerichtsdiener oder Weibel. Sollte die Strafe aber auch die Ehre des zu Bestrafenden verletzen, führte sie immer der Scharfrichter aus. Ebenfalls oblag es stets ihm, die Namen von (Minder-)Bestraften am Galgen anzuschlagen.

## Entlohnung
Die Entlohnung der Scharfrichter war in eigenen Ordnungen festgelegt. Der Haller Scharfrichter erhielt einen Grundlohn von 80, später 100 und mehr Gulden und der Meraner Scharfrichter von 50, später 80 und mehr Gulden (jeweils verbunden mit freier Wohnung in Hall bzw. Meran in einem eigenen Haus. Zum Vergleich: der Scharfrichter aus Bregenz erhielt 1695 einen „Grundlohn“, der aus einer freien Dienstwohnung und 52 Gulden „Wartgeld“ bestand). Für alle anderen Leistungen erhielten die Scharfrichter den Aufwand durch eine Fallpauschale ersetzt: Hinrichtungsgebühr, Taggeld und Weggeld sowie das Handschuhgeld für Handschuhe und den Strick. Beispiel: 1715 erhielt der Haller Scharfrichter für die Hinrichtung eines Deserteurs durch Erhängen in Kufstein mit Bestattung des Leichnams mit Hilfe zweier Henkersknechte 35 Gulden 48 Kreuzer. 1778 für die Tötung eines Brandstifters in Kastelruth (mit Verbrennen der Leiche unter Mithilfe von zwei Henkersknechten) 33 Gulden 48 Kreuzer.
Ab 1708 gab es eine genauere Gebührenordnung für den Haller und den Meraner Scharfrichter, die 1750 bzw. 1752 (siehe Wert in Klammer) angepasst wurde:
- Grundgehalt: 104 Gulden
- Hinrichtungsgebühr: 6 Gulden
- Handschuhgebühr: 48 Kreuzer
- Hinausführen des Verbrechers zur Richtstätte: 2 Gulden
- Bestattung des Getöteten: 3 Gulden
- Radflechten, Pfählen, Vierteilen der Hingerichteten: 3 Gulden (Meran ab 1752: 3 Gulden). Wenn dies nicht beim entsprechenden Hochgericht erfolgte: 5 Gulden (ab 1750 8 Gulden, Meran ab 1752 weiterhin 5 Gulden)
- Kettengebühr bei Erhängen: 5 Gulden
- Verbrennen des Hingerichteten: 4 Gulden (ab 1750 6 Gulden, Meran weiterhin 4 Gulden)
- Rutenstrafe: 4 Gulden (auch nach 1750 bzw. 1752)
- Prangerstellen: 2 Gulden (ab 1750 1 Gulden 30 Kreuzer, Meran ab 1752 nur noch 1 Gulden)
- Nasen- oder Ohrabschneiden, Brandmarken: 1 Gulden (ab 1750 1 Gulden 30 Kreuzer, Meran ab 1752 weiterhin 1 Gulden)
- Bestatten eines Selbstmörders:
  - Aus dem Vermögen des Selbstmörders: 45 Gulden
  - bei mittellosen Selbstmördern aus der Gemeindekasse: 20 Gulden
- Entlohnung des Henkersknechts: 3 Gulden
- Weggeld pro Meile:
  - Henker: 18 Kreuzer (ab 1750 24 Kreuzer, Meran 1752 weiterhin 18 Kreuzer)
  - Henkersknecht: 12 Kreuzer (ab 1750 15 Kreuzer, Meran 1752 weiterhin 12 Kreuzer)
- Taggeld:
  - Henker: 1 Gulden
  - Henkersknecht: 30 Kreuzer

Ab 1750 (Hall) bzw. 1752 Meran wurden weiters entlohnt:
- Anfertigung des Rades: 3 Gulden
- Anfertigung des Pfahles: 1 Gulden
- Schnellgalgen für Körperviertel: 3 Gulden
- Aufhängen eines Körperviertels am Hochgericht selbst/pro Stück: 3 Gulden
- Transport der Leiter zum Hochgericht Sonnenburg: 9 Gulden 30 Kreuzer
- Gebühr für eine neue Leiter beim Hochgericht Sonnenburg: 15 Gulden
- Ausführen mit dem Schinderkarren: 15 Gulden
- Abhauen einer Hand/der Schwurfinger: 3 Gulden
- Annageln von Hand oder Kopf a Hochgericht: 1 Gulden
  - Nagel für das Annageln von Körperteilen: 1 Gulden
- Folter: 5 Gulden
- Territion (Vorzeigen der Foltergeräte): 2 Gulden 30 Kreuzer
- Anhängen/Aufhängen von Zetteln, Ruder, Rute, Tafeln bei Prangerstrafen: 1 Gulden
- Leihgebühr für Daumenschrauben: 1 Gulden
- Buch oder Porträts
  - Verbrennen: 4 Gulden
  - Annageln am Hochgericht: 6 Gulden
- Abnahme der Leiche vom Hochgericht und Bestattung: 3 Gulden
- Riemenschneiden / Brustzwicken: 3 Gulden
- Zungenabschneiden: 3 Gulden
- Zungenherausreißen: 3 Gulden.[8][9]

Die Entlohnung war aber über die Jahrhunderte immer ein Streitpunkt zwischen Regierung und Scharfrichter. Johann Georg Putzer (Scharfrichter von 1772 bis 1786) hatte z. B. ein Jahresgehalt von 135 Gulden 12 Kreuzer und dessen Ersuchen um Aufstockung auf 234 Gulden 1775, 1777 und 1781 wurde nicht stattgegeben.
Nebeneinkünfte erlangten Scharfrichter in Tirol auch durch das Betreiben von Bordellen, Kurpfuscherei, Wahrsagerei, Verkauf des Galgenstricks oder von Armesünderfett. Nur selten wurde in Tirol ein Scharfrichter pensioniert und erhielt eine Gnadenpension. Andere starben im Amt, wurden gekündigt oder kündigten selbst oder wurden selbst hingerichtet.

## Amtsbezirke der Scharfrichter von Tirol
Bis 1497 wurde für ganz Tirol nur ein Scharfrichter ernannt. Seit 1497 bis zur Aufhebung der Todesstrafe 1787 waren in Tirol zwei Scharfrichter tätig (zu den genauen Amtsbezirken siehe: Richtstätten in Tirol), wobei es nicht ungewöhnlich war, dass der eine Scharfrichter auch im Amtsbezirk des anderen bei Bedarf aushalf. Nach Wiedereinführung der Todesstrafe 1795 war für Tirol der Scharfrichter von Prag oder Wien zuständig, die jeweils zum Exekutionsort (Innsbruck, Bozen, Trient oder Rovereto) anreisten.

## Ausbildung und gesellschaftliche Stellung

### Ausbildung
Scharfrichter wurden in der Regel von anderen Scharfrichtern ausgebildet. Neben einer allgemein guten körperlichen Konstitution mussten diese ausreichend anatomisches Wissen haben, um die entsprechenden Strafen vollziehen zu können. Eine Befähigung zum Scharfrichter wurde durch ein oder mehrere Zeugnisse belegt. Teilweise wurde auch ein Probestück bzw. Meisterstück bei einer öffentlichen Hinrichtung gefordert um die Kunstfertigkeit zu beweisen. Nach absolviertem Meisterstück konnte sich ein Scharfrichter als Meister bezeichnen.

### Gesellschaftliche Stellung
Scharfrichter stammten meist aus den unteren Schichten. Ehen schlossen sie vorwiegend innerhalb des Scharfrichterstands und mit Personen aus anderen „ehrlosen“ Randschichten, wodurch es, in Tirol wie anderswo, zu „Scharfrichterdynastien“/"Henkerdynastien" kam.
Alle Scharfrichter in Tirol waren katholisch, beichteten und ließen sich in der Regel auch kirchlich trauen. Die Scharfrichter aus Hall hatten eine eigene Begräbnisstätte, da sie als unehrlich galten. Diese Begräbnisstätte war ab 1671 bei der ehemaligen St. Veitskapelle.

### Verzeichnis der Scharfrichter in Hall
Von 1497 bis 1787 waren in Nordtirol 23 Scharfrichter tätig (in Klammer: Anzahl der Jahre):
- 1497 – 1503 Lienhart von Grätz (6)
- 1503 – 1525 Stefan Ruef (22)
- 1525 Heinrich Käser (< 1), war auch 1522/1525 in Meran bestellt
- 1525 – 1528 Hans Schaider (3)
- 1528 – 1571 Johann Frey (43), Vater von Melchior Frey, Schwager des Martin Vogl
- 1572 – 1578 Melchior Frey (6), war auch bis 1572 in Meran bestellt
- 1578 – 1584 Christof Tollinger (6)
- 1584 – 1606 Michael Fürst (22), Vater von Hans, Wolfgang und Georg Fürst
- 1606 – 1608 Sebastian Oberstetter (2)
- 1608 – 1611 Jakob Kenle (3)
- 1611 – 1618 Jakob Vollmar (7), war zuvor in Bregenz als Scharfrichter bestellt und stammt aus einer „Henkerdynastie“
- 1618 – 1642 Hans Has (24)
- 1642 – 1645 Heinrich Hödl (3)
- 1645 – 1671 Othmar Krieger (26), Vater des Konrad Leonhard Krieger
- 1671 – 1677 Jakob Zäch (6)
- 1677 – 1693 Andreas Leiner (16)
- 1693 – 1698 Kaspar Pöltl (5)
- 1699 – 1718 Sebastian Waldl (19)
- 1718 – 1728 Marx Philipp Abrell (10), Vater von Johann Jakob Abrell
- 1728 – 1746 Johann Jakob Abrell (18), war auch bis 1728 in Meran bestellt
- 1746 Josef Langmayr (< 1)
- 1747 – 1772 Bartholomeus Putzer (25), war auch in Meran bestellt, Vater von Johann Georg Putzer
- 1772 – 1786 Johann Georg Putzer (14)[20]

Im Durchschnitt war in Nordtirol ein Scharfrichter rund 12,6 Jahre als solcher bestellt und tätig. Johann Frey, der mit 43 Jahre längst dienende Scharfrichter in Tirol, soll während seiner Bestellung rund 300 Menschen hingerichtet haben, somit etwa 7 Hinrichtungen pro Jahr, wobei in dessen Tätigkeitszeit auch die Tötung vieler Täufer fiel (ca. 200 hingerichtete Personen).

### Verzeichnis der Scharfrichter in Meran
Von 1488 bis 1787 waren in Südtirol 37 Scharfrichter tätig (in Klammer: Anzahl der Jahre):
- 1488 – 1509 Gilg von Rodem (21)
- 1509 Franz Wagner (< 1)
- 1510 Klaus Seckler (< 1), Sohn des Würzburger Henkers Thomas Seckler
- 1510 – 1515 Hans Riemer (5)
- 1515 Heinrich Reif (< 1)
- 1515 – 1521 Lorenz von Altsee (> 5)
- 1521 Heinrich Reif (< 1)
- 1522 – 1523 Heinrich Käser (1), war auch 1525 in Hall bestellt
- 1524 Jakob Gatz (< 1)
- 1525 Heinrich Käser (< 1)
- 1525 – 1536 Hans Schwarzhuber (11)
- 1536 – 1552 Wolfgang Helmschmied (16)
- 1552 – 1561 Martin Vogl (9), Schwager des Johann Frey
- 1562 Hans Schwingmesser (1)
- 1563 – 1572 Melchior Frey (9), 1572 bis 1578 in Hall bestellt, Sohn des Johann Frey
- 1572 – 1575 Thomas Reichl (3)
- 1575 – 1592 Mattheus Leonhard (17)
- 1592 Hans Fürst (< 1), Sohn des Michael Fürst
- 1592 – 1601 Mattheus Leonhard (9)
- 1601 – 1605 Wolfgang Peuchamer (4)
- 1605 – nach 1610(?) Wolfgang Fürst, älterer Bruder des Georg Fürst und Sohn des Michael Fürst
- nach 1610 (?) – 1621 Georg Fürst, Sohn des Michael Fürst
- 1621 – 1623 Wolfgang Fürst (2)
- 1623 – 1631 Michael Pichler (8), Schwiegersohn des Hans Has
- 1632 – 1672 Leonhard Oberdorfer (40), Schwiegersohn des Hans Has
- 1672 Hans Säbele (< 1)
- 1673 – 1675 Johann Schlechuber (2)
- 1675 – 1679 Leonhard Konrad Krieger (4), Sohn des Othmar Krieger
- 1679 – 1684 Hans Jakob Müller (5)
- 1684 – 1690 Johann Georg Wacker (6), war danach in Landsberg am Lech Scharfrichter
- 1690 – 1694 Jakob Fürst (4), aus der „Henkerdynastie“ Fürst
- 1694 – 1723 Johann Peter Vollmar (29)
- 1723 – 1728 Johann Jakob Abrell (5), ab 1728 in Hall bestellt. Sohn von Marx Philipp Abrell
- 1728 – 1748 Johann Georg Kober (20) aus der „Henkerdynastie“ Kober aus Süddeutschland
- 1748 – 1772 Martin Putzer (24), Bruder von Bartholomeus Putzer und Stiefsohn des Johann Georg Kober
- 1772 – 1777 Bartholomeus Putzer (5), Stiefsohn des Johann Georg Kober
- 1777 – 1787 Franz Michael Putzer (10), Sohn des Bartholomeus Putzer und Bruder von Johann Georg Putzer[22]

Im Durchschnitt war in Südtirol ein Scharfrichter rund 8,1 Jahre als solcher bestellt und tätig. Die Familie Abrell stammt aus einer „Henkerdynastie“, deren Mitglieder waren im ganzen süddeutschen Raum tätig. Der mit 40 Jahren in Meran am längsten dienende Scharfrichter, Leonhard Oberdorfer, soll in dieser Zeit etwa 100 Hinrichtungen vollzogen haben. Er war mit Ursula Has, der Tochter des Haller Scharfrichters Hans Has (bestellt von 1618 bis 1642) verheiratet.

## Zahl der Hinrichtungen
Gewöhnliche Verbrecher wurden in Nordtirol im Zeitraum von 1655 bis 1755 etwa 2,3 pro Jahr und in Südtirol etwa 1,5 pro Jahr hingerichtet (ohne die Personen gezählt, die als Hexen und Wiedertäufer hingerichtet wurden sowie in den kirchlichen Gebieten und aufgrund militärischer Gerichtshoheit). Somit etwa 4 Personen (3,8) pro Jahr in ganz Tirol. Die prominentesten und bis heute bekannte Hinrichtungen betrafen 1504 den Festungskommandanten von Kufstein, Hans Pienzenauer und Wilhelm Biener (auch Wilhelm Bienner und Guilielmus Bienner, vor 1590 – 1651), ein deutsch-österreichischer Jurist und Tiroler Kanzler, der am 17. Juli 1651 in Rattenberg hingerichtet wurde.
In Tirol sollen nach einer Schätzung während des 16., 17. und 18. Jahrhunderts insgesamt (gewöhnliche Verbrecher, Täufer, Hexen, Zauberer) etwa 1500 bis 1700 Menschen vom Scharfrichter getötet worden sein. Bis 1873 erfolgten die Hinrichtungen öffentlich.

## Richtschwert
Es sind in Tirol noch zwei Richtschwerter erhalten, die vom Scharfrichter in Hall bzw. in Meran benützt wurden.

### Richtschwert des Haller Scharfrichters
Das erhalten gebliebene Richtschwert des Scharfrichters aus Hall stammt aus dem Jahr 1680 und wird als Sonnenburger Henkerschwert bezeichnet. Es befindet sich heute im Zeughaus in Innsbruck. Das schmiedetechnisch recht einfach ausgeführte Schwert ist 105 cm lang, die Schwertklinge etwa 83 cm lang und 7 cm breit. Die gerade Parierstange etwa 19 cm lang. Die Schwertspitze (siehe: Ort (Waffe)) ist abgerundet und die Waffe daher nur zum Hieb geeignet. Das Schwert hat keine Hohlkehle (auch: Blutrinne). Ein achteckiger Knauf bildet den Abschluss des etwa 22 cm langen Holzgriffs.
Auf der Schwertklinge ist ein Sinnspruch eingraviert: Jeder hier die Augen öffne, thue dises wohl beschauen, und betrachte, daß es übel, auf sein eigne Kräfften bauen, denn es kann nicht lange dauern, was sich selbsten frech erhebt, dem, der Böses nur gedencket, schon die Straff zun Haubten schwebt. MDCLXXX   AP. Darüber befindet sich ein Galgen mit einem Hingerichteten.
Auf der anderen Seite der Schwertklinge befindet sich eine Darstellung von Judith mit dem Haupt des Holofernes und einen Delinquenten auf einem Stuhl, der von einem Scharfrichter enthauptet wird.

### Richtschwert des Meraner Scharfrichters
Das erhalten gebliebene Richtschwert des Scharfrichters aus Meran stammt aus dem Jahr 1733 und stammt vermutlich aus süddeutschen Raum. Es befand sich ursprünglich im Besitz der Scharfrichterfamilie Putzer und befindet sich heute auf Schloss Schenna bei Meran. Das schmiedetechnisch anspruchsvoller ausgeführte Schwert ist 110 cm lang, die Schwertklinge etwa 88 cm lang und 6 cm breit mit einer geraden Parierstange. Es hat keine Schwertspitze, sondern einen fast geraden Abschluss und die Waffe ist daher nur zum Hieb geeignet. Das Schwert hat eine ca. 21 cm lange Hohlkehle. Ein runder Knauf bildet den Abschluss des Griffs.
Neben der Hohlkehle befinden sich Verzierungen. In der Hohlkehle befindet sich auf der einen Seite die Inschrift: Wan ich das Schwerdt thuet auffheben, dan gebbet Gott dem armmen Sünder das ewige Leben. Anno 1733. Auf der anderen Seite in der Hohlkehle steht graviert: Wan den armen Sünder wirdt abgesprochgen das Leben, dan wirdt er unter meine Handt gegeben. Anno 1773. Diese Sinnsprüche sind auf einem Henkerschwert aus Memmingen aus den Jahren 1712 bzw. 1734 ähnlich ausgeführt, woraus sich unter Umständen ableiten lässt, dass das Schwert aus dem süddeutschen Raum stammt. Unter den Sinnsprüchen befindet sich auf beiden Seiten eine Darstellung von Justitia mit Augenbinde, Richtschwert und Waage.

## Hexenverfolgung
Auch in Tirol wurden nach 1500 über etwa 2 Jahrhunderte gegen angebliche Hexen und Zauberer Prozesse geführt und Todesurteile verhängt und vollstreckt. Dabei war der Scharfrichter aus Hall nicht nur in Tirol tätig. Ein Bericht aus der Grafschaft Werdenfels vom Ende des 16. Jahrhunderts berichtet, wie der Scharfrichter der Stadt Schongau als Hexenfinder eingesetzt wurde und drei Frauen, Ursula Klöck, Elisabeth Schlamp und Barbara Achrainer, als Hexen identifizierte. Unter Folter beschuldigten diese die 60-jährige Margarethe Gattinger aus Hammersbach ebenfalls der Mittäterschaft. Zusätzlich zu diesem Scharfrichter wurden für die Prozesse später noch „ein in Hexensachen erfahrener Mann“, Jörg Abriel aus Biberach, und der Scharfrichter aus Hall in Tirol berufen (siehe: Hexenprozesse in der Grafschaft Werdenfels). Aufgrund solcher Behauptungen wurden zwischen den Jahren 1590 und 1591 50 Frauen verbrannt und der Ehemann einer der Frauen gerädert.

## Verfolgung der Täufer
Die Täufer (früher auch Wiedertäufer oder Anabaptisten genannt) sind Anhänger einer radikalreformatorisch-christlichen Bewegung, die im zweiten Viertel des 16. Jahrhunderts in den deutsch- und niederländischsprachigen Teilen Europas entstanden ist und die nicht selten als der linke Flügel der Reformation bezeichnet wird. In Tirol waren die Täufer ab etwa 1527 vertreten. Im sogenannten Wiedertäuferpatent vom 23. April 1529 wurde für die Anhänger dieser Gruppe die Todesstrafe festgelegt. In Tirol wurden daraufhin hunderte von Menschen getötet. Bereits 1527 wurde Leonhard Schiemer, der Bischof der Rattenberger Täufergemeinde, verhaftet, der Anfang Januar 1528 einen erfolglosen Fluchtversuch unternahm, erneut verhaftet und nach zahlreichen Folterungen am 14. Januar 1528 in Rattenberg enthauptet wurde. 1536 wurde in Innsbruck Jakob Hutter, der Führer der Wiedertäufer getötet.
Im Vinschgau bzw. Etschland sollen mindestens 30 Personen, im Eisacktal mindestens 80 Personen, im Pustertal zumindest 56 Personen, im Wipptal mindestens 6 Personen und im Unterinntal zumindest 193 Personen getötet worden sein. Davon wurden im Zeitraum von 1529 bis 1539 vom Haller Henker zumindest 225 und vom Meraner Henker 140 Menschen getötet. Alleine am 12. Mai 1529 wurden 18 Menschen in Rattenberg hingerichtet und zwei Wochen später in Kitzbühel weitere zehn Personen.